# Llagunes (Pessonada)
|  | Aquest article és sobre l'indret de la Conca de Dalt. Vegeu Llagunes pel poble de Soriguera. |

Llagunes és un indret del terme municipal de Conca de Dalt, a l'antic terme d'Aramunt, al Pallars Jussà, en territori del poble de Pessonada. Està situat al sud-sud-oest de Pessonada i al nord-est d'Aramunt, a la dreta de la llau de Cotura. Queda al sud-oest de la partida d'Hortells. A migdia de Llagunes hi ha la Borda de Cotura. Consta d'unes 32 hectàrees i mitja (32,4110) de conreus de secà, amb algunes oliveres i ametllers, zones de matolls i pastures.